# Serge Chaloff Plays the Fable of Mabel
| Recensione | Giudizio |
| ---------- | -------- |
| AllMusic   | [ 1 ]    |

Serge Chaloff Plays the Fable of Mabel è un album discografico di Serge Chaloff, pubblicato dall'etichetta discografica Storyville Records nel 1954.

## Tracce
Lato A
1. The Fable of Mabel – 4:18 (Dick Twardzik)
2. Sherry – 2:06 (Charlie Mariano)
3. Slam – 5:54 (Charlie Mariano)

Lato B
1. A Salute to Tiny – 3:09 (Herb Pomeroy)
2. Eenie Meenie Minor Mode – 3:36 (Charlie Mariano)
3. Let's Jump – 6:10 (Al Killian)

Edizione CD del 1990, pubblicato dalla Black Lion Records (BLCD760923)
1. You Brought a New Kind of Love to Me – 3:21 (Sammy Fain, Pierre Norman) – Registrato il 9 giugno 1954 a Boston, Massachusetts
2. Zdot – 2:48 (Serge Chaloff) – Registrato il 9 giugno 1954 a Boston, Massachusetts
3. Oh! Baby – 5:54 (Owen Murphy) – Registrato il 9 giugno 1954 a Boston, Massachusetts
4. Love Is Just Around the Corner – 2:59 (Leo Robin, Lewis Gensler) – Registrato il 9 giugno 1954 a Boston, Massachusetts
5. Easy Street – 3:27 (Alan Rankin Jones, Bob Carlton) – Registrato il 9 giugno 1954 a Boston, Massachusetts
6. All I Do Is Dream of You – 4:39 (Arthur Freed, Nacio Herb Brown) – Registrato il 9 giugno 1954 a Boston, Massachusetts
7. The Fable of Mabel (Take 4) – 4:15 (Dick Twardzik) – Registrato il 3 settembre 1954 a Boston, Massachusetts
8. Sherry – 2:06 (Charlie Mariano) – Registrato il 3 settembre 1954 a Boston, Massachusetts
9. Slam – 5:49 (Charlie Mariano) – Registrato il 3 settembre 1954 a Boston, Massachusetts
10. A Salute to Tiny (Take 2) – 3:09 (Herb Pomeroy) – Registrato il 3 settembre 1954 a Boston, Massachusetts
11. Eenie Meenie Minor Mode (Take 2) – 3:39 (Charlie Mariano) – Registrato il 3 settembre 1954 a Boston, Massachusetts
12. Let's Jump (Take 2) – 6:03 (Al Killian) – Registrato il 3 settembre 1954 a Boston, Massachusetts
13. The Fable of Mabel (Take 2) – 4:28 (Dick Twardzik) – Registrato il 3 settembre 1954 a Boston, Massachusetts
14. A Salute to Tiny (Take 1) – 3:11 (Herb Pomeroy) – Registrato il 3 settembre 1954 a Boston, Massachusetts
15. Eenie Meenie Minor Mode (Take 1) – 3:38 (Charlie Mariano) – Registrato il 3 settembre 1954 a Boston, Massachusetts
16. Let's Jump (Take 1) – 6:51 (Al Killian) – Registrato il 3 settembre 1954 a Boston, Massachusetts
17. The Fable of Mabel (Take 3) – 4:22 (Dick Twardzik) – Registrato il 3 settembre 1954 a Boston, Massachusetts

- Brani CD: #1, #2, #3, #4, #5 e #6, la data riportata sul CD (9 giugno 1954) non è esatta per varie ragioni, la data delle sessioni si colloca tra il 16 ed il 29 marzo 1954.

## Musicisti
The Fable of Mabel / Sherry / Slam / A Salute to Tiny / Eenie Meenie Minor Mode / Let's Jump
- Serge Chaloff - sassofono baritono
- Charlie Mariano - sassofono tenore
- Herb Pomeroy - tromba
- Nick Capezutto - tromba (eccetto brani: Sherry, Slam e Let's Jump)
- Gene DiStasio - trombone (eccetto brani: Sherry, Slam e Let's Jump)
- Varty Haroutunian - sassofono tenore (eccetto brani: Sherry, Slam e Let's Jump)
- Dick Twardzik - pianoforte (eccetto brano: Sherry)
- Ray Olivari - contrabbasso (eccetto brano: Sherry)
- Jimmy Zitano - batteria (eccetto brano: Sherry)
- George Wein - produttore

You Brought a New Kind of Love to Me / Zdot / Oh! Baby / Love Is Just Around the Corner / Easy Street / All I Do Is Dream of You
- Serge Chaloff - sassofono baritono
- Boots Mussulli - sassofono tenore
- Russ Freeman - pianoforte
- Jimmy Woode - contrabbasso
- Buzzy Drootin - batteria
- George Wein - produttore